# Stazione di Avegno
La stazione di Avegno delle Ferrovie Autolinee Regionali Ticinesi (FART) era una stazione ferroviaria della ferrovia Locarno-Ponte Brolla-Bignasco ("Valmaggina"), in servizio dal 1907 al 1965.

## Storia
La stazione venne inaugurata nel 1907 insieme alla linea Locarno-Bignasco. Continuò il suo esercizio fino alla sua chiusura avvenuta il 28 novembre 1965.

## Strutture e impianti
Al 1965 la stazione consisteva di un fabbricato viaggiatori e magazzino a tecnica mista, di un binario di raddoppio e di una rampa di carico per le merci. Dopo la soppressione della ferrovia, il sedime ferroviario (e quindi anche quello sul quale sorgeva la stazione) venne ampiamente utilizzato per la costruzione della circonvallazione stradale del paese di Avegno. Al posto della stazione c'è la fermata dei bus.
Superata la stazione di Avegno si incrociava la piccola galleria chiamata Avegno (oggi demolita per far spazio alla strada cantonale) e la galleria Sass Pietsch allargata per la attuale strada cantonale.